# Barston
Barston is een civil parish in het bestuurlijke gebied Solihull, in het Engelse graafschap West Midlands met 553 inwoners.